# Kinyongia adolfifriderici
Espèce
Synonymes
- Chamaeleon adolfifriderici Sternfeld, 1912
- Bradypodion adolfifriderici (Sternfeld, 1912)

Statut de conservation UICN

 LC  : Préoccupation mineure
Statut CITES
Kinyongia adolfifriderici est une espèce de sauriens de la famille des Chamaeleonidae.

## Répartition
Cette espèce se rencontre au Rwanda, en Ouganda et dans le nord-est du Congo-Kinshasa.

## Étymologie
Cette espèce est nommée en l'honneur d'Adolphe-Frédéric de Mecklembourg.

## Publication originale
- Sternfeld, 1912 : IV. Zoologie II. Lfg. Reptilia in Schubotz, 1912 : Wissenschaftliche Ergebnisse der Deutschen Zentral-Afrika Expedition 1907-1908, unter Führung A. Friedrichs, Herzogs zu Mecklenburg. Klinkhard und Biermann, Leipzig, vol. 4, p. 197-279 (texte intégral).